# Genetzte Ackerschnecke
Die Genetzte Ackerschnecke oder Genetzter Ackerschnegel (Deroceras reticulatum) ist eine Nacktschneckenart aus der Familie der Ackerschnecken (Agriolimacidae), die in die Unterordnung der Landlungenschnecken (Stylommatophora) gestellt wird. Sie gehört mit zu den häufigsten Nacktschneckenarten im Kulturland und kann bei entsprechenden Populationsgrößen spürbare wirtschaftliche Schäden an Kulturpflanzen verursachen.

## Merkmale
Die genetzte Ackerschnecke wird adult im ausgestreckten Zustand 4 bis 6 cm lang.
Die Grundfarbe ist meist hellbraun oder cremefarben und meist dunkel netzartig gefleckt, daher auch der Name. Allerdings ist die Farbe und das Muster sehr variabel. Die Farbe kann auch über ein dunkleres Braun bis zu Schiefergrau reichen. Es kommen auch Exemplare vor, bei denen das Netzmuster fast völlig fehlt, oder Exemplare, bei denen das Netzmuster zusammenläuft, d. h. diese Tiere sind sehr dunkel, fast schwarz. Der Körper ist grob gerunzelt, die Haut wirkt dickhäutig (im Vergleich zu anderen Ackerschnecken-Arten). Die Atemöffnung ist von einem etwas helleren Ring umgeben. Der Kiel ist kurz und abgestumpft. Die Sohle ist sehr hell.

## Fortpflanzung
Die Genetzte Ackerschnecke ist wie alle Ackerschnecken ein Zwitter, Selbstbefruchtung scheint möglich zu sein, kommt aber sehr selten vor. Die Entwicklung ist stark temperaturabhängig und verläuft in den verschiedenen Regionen Europas z. T. völlig anders. In kühleren Regionen (z. B. Skandinavien) wird nur eine Generation im Jahr gebildet. Die Tiere schlüpfen im Juni und werden nach etwa drei Monaten geschlechtsreif. Die Paarung erfolgt im August und September, ebenso die Eiablage. Bei mildem Wetter kann sich die Eiablage auch länger hinziehen. Die Eier werden in Paketen von 10 bis 50 Stück abgesetzt. Die Tiere ziehen sich in den Boden zurück, sterben aber bei stärkerem Frost ab. Die Eier überwintern. In milderen Regionen schlüpfen die Tiere bereits im April und Mai aus den Eiern. Sie sind dann innerhalb von 2 Monaten geschlechtsreif und mit knapp 3 Monaten völlig erwachsen. Die Paarungszeit kann sich über den gesamten Sommer hinziehen. In diesen Regionen überwintern die adulten Tiere. Sie halten jedoch keine ausgesprochene Winterruhe, sondern sind auch an milden Wintertagen aktiv. Nur bei strengem Frost ziehen sie sich in geschützte Verstecke zurück. Die Eiablage erfolgt dann unter günstigen Bedingungen bereits im Februar und März. Unter günstigen Bedingungen können bis zu 300 Eier abgelegt werden. Die Eier sind klar und haben einen Durchmesser von 1,7 bis 2 mm. Die Gestalt variiert von kugelig, oval bis zu längselliptisch. Die Embryonalentwicklung ist stark temperaturabhängig und dauert 18 bis 35 Tage. Die fertig entwickelten Tierchen fressen ein Loch in die Eihülle und kriechen durch dieses Loch aus dem Ei. Sie sind 4 bis 5 mm lang. Die Tiere werden in diesen wintermilden Regionen etwa ein Jahr alt.

## Lebensweise, Vorkommen und Verbreitung
Die Genetzte Ackerschnecke kommt praktisch nur im Kulturland vor und ist in ganz Europa weit verbreitet. Vermutlich war sie aber in Skandinavien nicht heimisch, sondern wurde eingeschleppt. Im Süden Europas ist sie seltener. In weiten Teilen Mittel- und Westeuropas ist sie die häufigste Nacktschneckenart. Sie ist inzwischen weltweit verschleppt worden.
Die Genetzte Ackerschnecke ist ein Allesfresser. Die Art bevorzugt jedoch frisches Pflanzenmaterial, aber auch verrottetes Pflanzenmaterial, Algen, Aas (Kadaver von kleineren Wirbeltieren, Würmer, Insekten), Kot und Pilze werden gefressen.

## Schadwirkung
Die Genetzte Ackerschnecke gilt als einer der Hauptschädlinge im Gemüseanbau im Freiland und Treibhaus. Sie richtet vor allem Schäden an grünem Spargel an, da dieser auf tonigem Boden kultiviert wird und daher wenig Möglichkeiten zur mechanischen Bekämpfung liefert. Der meiste Schaden wird dabei im Boden angerichtet, also zur Erntezeit von April bis Ende Mai. Aber auch oberirdische Sprossen werden angegriffen bzw. angefressen. Dabei ist der Schaden vor allem durch den Verlust an Qualität bedingt. Aber auch andere Gemüsesorten, verschiedene Kohlarten, Salat und vor allem Gemüsesetzlinge und Sämlinge werden geschädigt. Vor allem in den Benelux-Staaten, Nordfrankreich und England tritt sie jedes Jahr als Schädling auf. In den meisten anderen Regionen ist nur gelegentlich eine Massenvermehrung und damit eine spürbare Schadwirkung zu beobachteten.
Sie gilt beispielsweise auch in der Schweiz neben der Spanischen Wegschnecke als die Nacktschneckenart, die die meisten Schäden verursacht. Die Bekämpfung erfolgt durch die üblichen Molluskizide oder seit einigen Jahren auch biologisch durch gezielt herbeigeführten Befall mit dem Nematoden Phasmarhabditis hermaphrodita. 2001 wurde festgestellt, dass dieser Nematode lediglich Vektor für das Bakterium Moraxella osloensis ist, welches sehr pathogen auf die Genetzte Ackerschnecke wirkt.